# 1876 en Lorraine
Chronologie de la Lorraine
- 1872
- 1873
- 1874
- 1875
- 1876
- 1877
- 1878
- 1879
- 1880

Cette page est une liste d'événements qui se sont produits durant l'année 1876 en Lorraine.

## Événements
- Ouverture de la mine d'Hussigny [1].

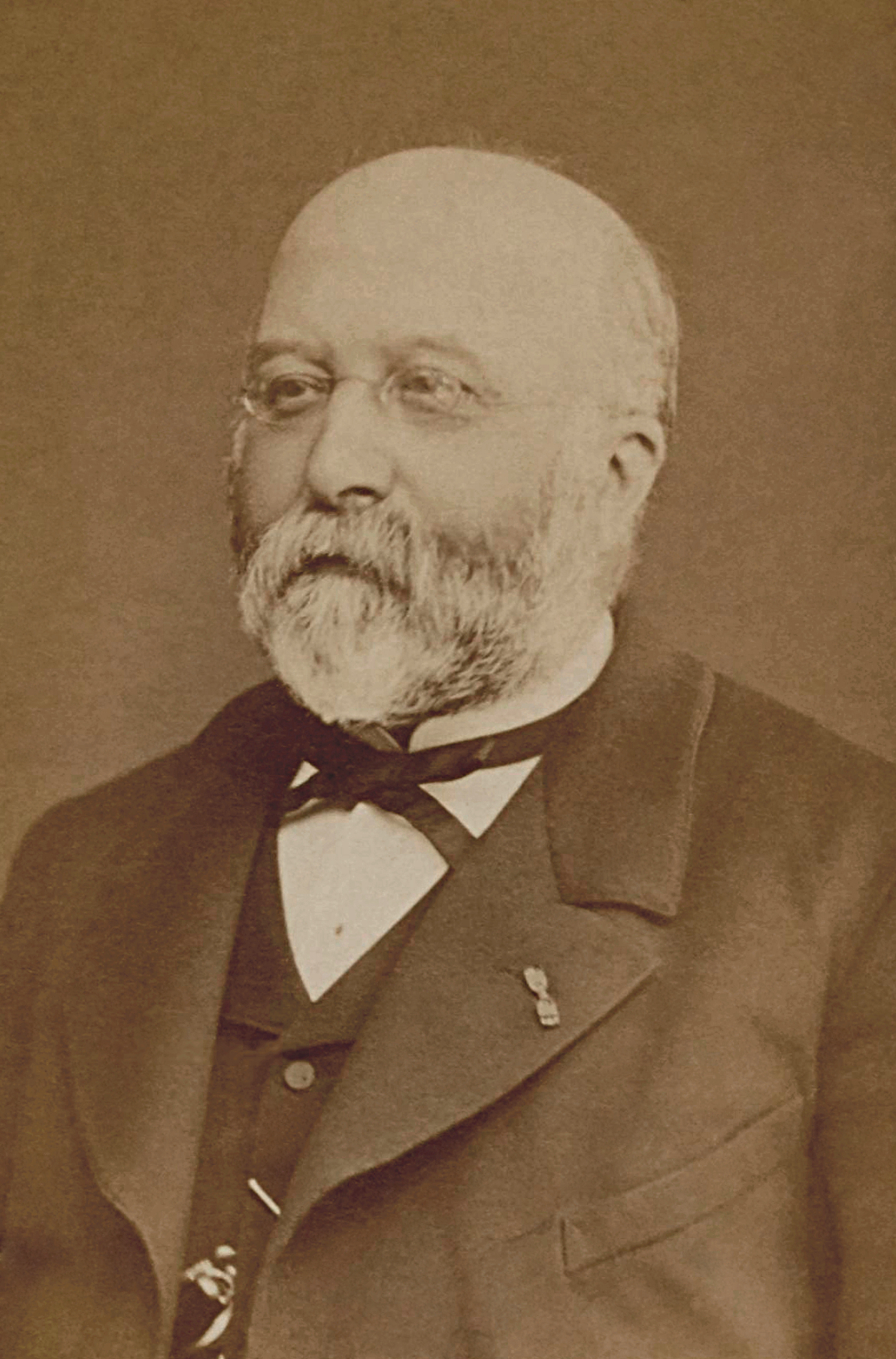
Henry Varroy

- Sont élus députés de Meurthe-et-Moselle : Joseph Cosson jusqu'en 1877, siégeant au centre gauche, il est l'un des 363 qui refusent la confiance au gouvernement de Broglie, le 16 mai 1877; Jules Yves Antoine Duvaux, député de Nancy, il succède à Jules Ferry le 7 août 1882 comme ministre de l’Instruction publique et des Beaux-arts du gouvernement Charles Duclerc puis du gouvernement Armand Fallières; Edmond Berlet, siège à la gauche républicaine, combat le ministère de Broglie, signe le manifeste des 363 républicains hostiles au président Mac-Mahon; Étienne de Ladoucette et Camille Claude décédé en 1876, remplacé par Joseph Petitbien.
- Sont élus députés de la Meuse : François de Klopstein, siégeant à droite; Henri Liouville; Eugène Billy et Auguste Grandpierre.
- Sont élus députés des Vosges : Édouard Bresson : député des Vosges de 1876 à 1889, battant Louis Buffet lors de sa première élection, il siège à gauche et est l'un des 363 qui refusent la confiance au gouvernement de Broglie, le 16 mai 1877; Paul Frogier de Ponlevoy, siège avec les républicains; Jules Méline; Jules Ferry et Eugène Jeanmaire.
- 30 janvier : élus sénateurs de Meurthe-et-Moselle : Auguste Bernard, siégeant au centre-gauche; Henri Varroy.
- 30 janvier : élus sénateurs de la Meuse : Henri Bompard, qui siège avec la droite.
- 30 janvier : élus sénateurs des Vosges : Émile George.
- 17 septembre : panégyrique de Saint-Epvre, prononcé par l'abbé Wittmann à Nancy[2].

## Naissances

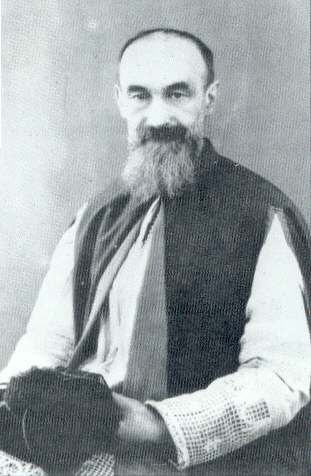
Pierre-Fourier Evrard.

- à Nancy : Alfred Finot, mort à Nancy en 1946 ou 1947, est un sculpteur et décorateur de l'École de Nancy.
- 15 janvier à Rustroff : Jean Engel (1876-1960), artiste peintre mosellan actif dans la première moitié du XXe siècle.
- 24 janvier à Sarreguemines : François Camille Antoine Schmitt, mort le 1er décembre 1957 à Nancy, médecin et homme politique français. Élu conseiller général de Meurthe-et-Moselle en 1925, il est maire de Nancy de décembre 1933 à septembre 1944[3].
- 4 février à Tragny : Paul Vautrin, mort le 21 septembre 1938 à Metz, homme politique français, maire de Metz de 1924 à 1938 et conseiller général.
- 8 février à Verdun : René Dufaure de Montmirail[4], mort le 9 février 1917 à Marseille, joueur de rugby à XV et dirigeant sportif français, fondateur et premier président de l'Olympique de Marseille.
- 24 mars à Mirecourt : Pierre-Fourier Evrard, mort le 25 mai 1956, à Épinal, est un prêtre catholique et résistant français, curé de Notre-Dame-au-Cierge à Épinal de 1920 à 1953.
- 12 avril à Bar-le-Duc : Émile Bréhier, décédé le 3 février 1952 à Paris,  écrivain, philosophe et historien français. Il est surtout connu pour ses travaux sur l'histoire de la philosophie. Il est le frère de Louis Bréhier, historien de l'art.
- 14 avril à Cirey-sur-Vezouze : Georges Mazerand est un homme politique français décédé le 16 mars 1968 à Cirey-sur-Vezouze, en Meurthe-et-Moselle.
- 20 avril à Metz : Louis Ferdinand Dehné, mort à Paris le 28 septembre 1902, parolier et journaliste français.
- 15 mai à Remiremont : Jacques Nayral, de son vrai nom Joseph Houot, journaliste, écrivain et poète français, mort le 9 décembre 1914 à La Bassée. Il est également connu pour le portrait cubiste qu'Albert Gleizes a peint de lui en 1911, Portrait de Jacques Nayral.
- 7 juin : Joseph Mougin (décédé en 1961), céramiste français du XXe siècle[5]. Avec son frère Pierre (1880-1955), il forme un tandem de céramistes et sculpteurs, connu sous le nom de « frères Mougin ». Ils ont exercé tous deux leur talent à l'époque de l'Art nouveau et à l'époque Art déco.
- 10 juin à Neufchâteau (Vosges) : Jules Louis Crussard, décédé le 2 janvier 1959 à Paris 16e, ingénieur spécialisé en techniques minières, qui a été professeur à l'École nationale supérieure des mines de Saint-Étienne, cofondateur de l'École nationale supérieure des mines de Nancy, vice-président du Conseil général des mines, président des Mines de potasse d'Alsace[6].
- 1 août à Nancy : Charles Fridrich, né à Nancy le 1er août 1876 et mort dans cette même ville en 1952, est un décorateur français. Il fut un artiste de l'École de Nancy.
- 8 août à Baerenthal : Hans Karl Abel, mort le 11 mars 1951 à Muhlbach-sur-Munster, écrivain alsacien de sentiments allemands. Il appartient à la première génération des écrivains alsaciens nés allemands.
- 9 septembre à Nancy : Charles-Henri Cournault, mort le 7 février 1963 à Rosières-aux-Salines, homme politique français sénateur de Meurthe-et-Moselle de 1937 à 1941.
- 10 septembre à Lunéville : Marguerite Delorme, morte le 26 juillet 1946 à Lille (Nord, artiste peintre orientaliste française .
- 9 octobre à Metz : Paul Leschhorn[7] (décédé le 21 septembre 1951 à Constance), est un graveur et peintre allemand.
- 24 octobre à Fillières : Alfred Lacourt, décédé le 18 septembre 1951 à Villereau (Nord), homme politique français.

## Décès

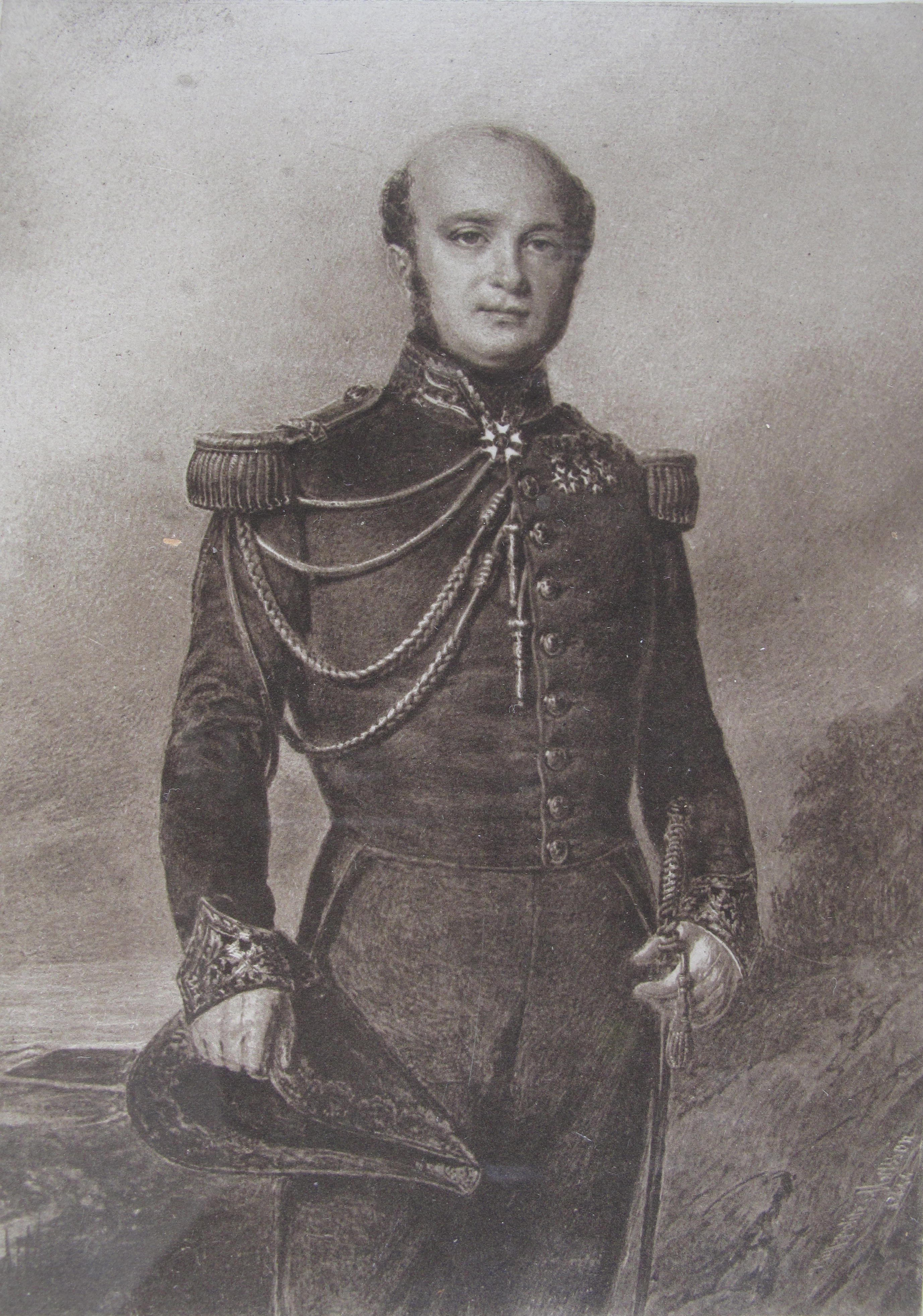
Max-Théodore Cerfberr.

- 15 janvier : Max-Théodore Cerfberr (né à Nancy le 9 décembre 1792), militaire et homme politique français.
- 6 février à Nancy : Louis-Amédée Humbert[8] (né en 1814), député protestataire français de la seconde moitié du XIXe siècle.
- 19 août à Toul : Camille Claude est un homme politique français né le 20 décembre 1826 à Toul (Meurthe-et-Moselle).
- 19 septembre à Nancy : Charles Charon, homme politique français né le 31 mars 1798 à Ludres (Meurthe) .
- 23 septembre à Jarville-la-Malgrange : Jacques Henri Chanoine, né le 8 mars 1805 à Saint-Thibault (Aube), ingénieur français, inspecteur général honoraire des Ponts-et-Chaussées, inventeur du barrage à hausses mobiles portant son nom.
- 5 novembre à Corny-sur-Moselle : Édouard Jaunez (1795-1876) , entrepreneur messin, maire de Metz sous le Second Empire.
- 10 novembre à Tonnoy : Joseph François Casimir baron de l'Espée,  homme politique français né le 12 juillet 1793 à Froville (Meurthe).